# Umbilicaria havaasii
Umbilicaria havaasii är en lavart som beskrevs av Llano. Umbilicaria havaasii ingår i släktet Umbilicaria och familjen Umbilicariaceae.  Arten är reproducerande i Sverige. Inga underarter finns listade i Catalogue of Life.

## Källor

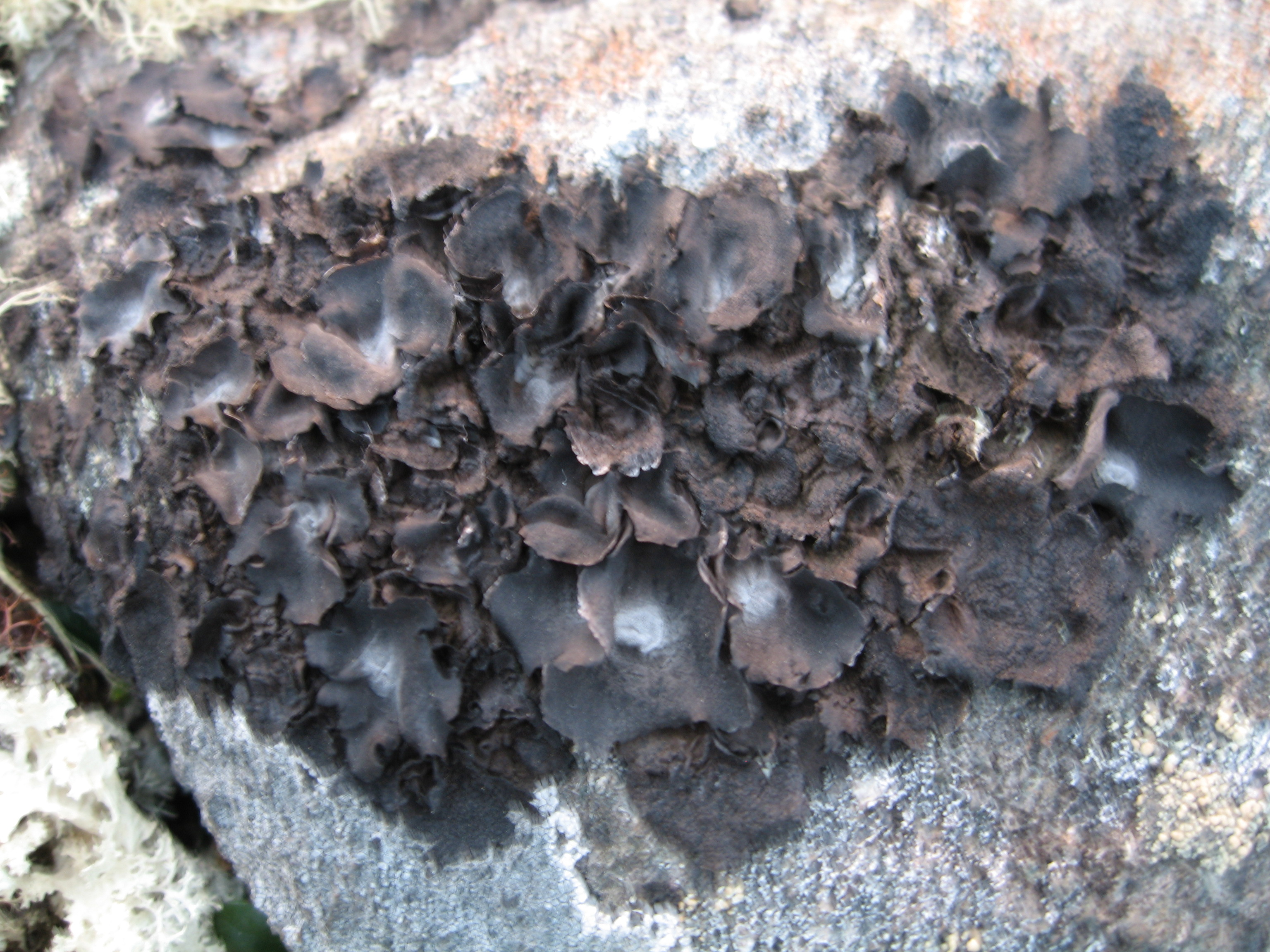